# Velika nagrada Nemčije 2003
Velika nagrada Nemčije 2003 je bila dvanajsta dirka Svetovnega prvenstva Formule 1 v sezoni 2003. Odvijala se je 3. avgusta 2003 na dirkališču Hockenheimring.

## Poročilo
Prepričljivo je zmagal Juan Pablo Montoya iz moštva BMW Williams, ki je tudi štartal z najboljšega položaja in med dirko odpeljal najhitrejši krog. Kolumbijec je na koncu dirke imel prednost več kot minute pred Davidom Coulthardom iz moštva McLaren-Mercedes, ki se je uvrstil na drugo mesto. Do prečkanja ciljne črte je potekal boj za uvrstitev na tretje mesto med voznikoma moštva Renault, pri čemer je Jarno Trulli dirko končal s prednostjo manj kot sekunde pred Fernandom Alonsom.
Peto in šesto mesto sta osvojila dirkača moštva Toyota, Olivier Panis in Cristiano da Matta, ki sta oba za zmagovalcem zaostala za krog. Na sedmem mestu jima je sledil branilec naslova svetovnega dirkaškega prvaka Michael Schumacher iz moštva Ferrari. Ta je bil do nekaj krogov pred koncem dirke na drugem mestu, vendar mu je počila guma, nakar je moral do postanka v boksih prevoziti skoraj celoten krog. Coulthard je kratko po tem dogodku prehitel Trullija. Z uvrstitvijo na osmo mesto je zadnjo točko za dirkaško prvenstvo osvojil Jenson Button iz moštva BAR Honda, prav tako z zaostankom enega kroga za zmagovalcem.
Pet dirkalnikov je bilo izločenih zaradi trčenja v prvem ovinku. Takoj po trčenju so odstopili Kimi Räikkönen, Rubens Barrichello in Ralph Firman. Po prevoženem prvem krogu sta odstopila še Ralf Schumacher in Heinz-Harald Frentzen, ki sta s poškodovanima dirkalnikoma zapeljala v bokse.
Zmagovalec Montoya je zaradi odstopa Räikkönena prevzel drugo mesto v skupnem seštevku dirkaškega prvenstva s prednostjo treh točk. Michael Schumacher je kljub slabemu rezultatu in uvrstitvi na sedmo mesto obdržal vodstvo v skupnem seštevku dirkaškega prvenstva s prednostjo šestih točk pred Montoyo. V skupnem seštevku konstruktorskega prvenstva je BMW Williams z Montoyo in Ralfom Schumacherjem zmanjšal zaostanek za vodilnim Ferrarijem z Barrichellom in Michaelom Schumacherjem na le dve točki. McLaren-Mercedes s Coulthardom in Räikkönenom je na tretjem mestu imel zaostanek 17 točk za italijanskim moštvom.

## Rezultati
| Poz | Št | Dirkač                | Konstruktor      | Krogi | Čas/Odstop  | Št. m. | Toč |
| --- | -- | --------------------- | ---------------- | ----- | ----------- | ------ | --- |
| 1   | 3  | Juan Pablo Montoya    | Williams-BMW     | 67    | 1:28:48,769 | 1      | 10  |
| 2   | 5  | David Coulthard       | McLaren-Mercedes | 67    | + 1:05,459  | 10     | 8   |
| 3   | 7  | Jarno Trulli          | Renault          | 67    | + 1:09,060  | 4      | 6   |
| 4   | 8  | Fernando Alonso       | Renault          | 67    | + 1:09,344  | 8      | 5   |
| 5   | 20 | Olivier Panis         | Toyota           | 66    | +1 krog     | 7      | 4   |
| 6   | 21 | Cristiano da Matta    | Toyota           | 66    | +1 krog     | 9      | 3   |
| 7   | 1  | Michael Schumacher    | Ferrari          | 66    | +1 krog     | 6      | 2   |
| 8   | 17 | Jenson Button         | BAR-Honda        | 66    | +1 krog     | 17     | 1   |
| 9   | 16 | Jacques Villeneuve    | BAR-Honda        | 65    | +2 kroga    | 13     |     |
| 10  | 9  | Nick Heidfeld         | Sauber-Petronas  | 65    | +2 kroga    | 15     |     |
| 11  | 14 | Mark Webber           | Jaguar-Cosworth  | 64    | Trčenje     | 11     |     |
| 12  | 18 | Nicolas Kiesa         | Minardi-Cosworth | 62    | +5 krogov   | 20     |     |
| 13  | 11 | Giancarlo Fisichella  | Jordan-Ford      | 60    | Motor       | 12     |     |
| Ods | 19 | Jos Verstappen        | Minardi-Cosworth | 23    | Hidravlika  | 19     |     |
| Ods | 15 | Justin Wilson         | Jaguar-Cosworth  | 6     | Menjalnik   | 16     |     |
| Ods | 4  | Ralf Schumacher       | Williams-BMW     | 1     | Trčenje     | 2      |     |
| Ods | 10 | Heinz-Harald Frentzen | Sauber-Petronas  | 1     | Trčenje     | 14     |     |
| Ods | 2  | Rubens Barrichello    | Ferrari          | 0     | Trčenje     | 3      |     |
| Ods | 6  | Kimi Räikkönen        | McLaren-Mercedes | 0     | Trčenje     | 5      |     |
| Ods | 12 | Ralph Firman          | Jordan-Ford      | 0     | Trčenje     | 18     |     |